# Babur Mirza
Pour les articles homonymes, voir Babur (homonymie).
Babur Mirza ("prince tigre (ou panthère)", en persan), prince timouride, fils de Baysunghur Ier, frère d'Abd Allah et neveu d'Oulough Beg, né en 1422 et mort en 1457.
Il régna au Khorassan de 1452 à 1457, date de la conquête de son fief par Husayn Bayqara.